# Glocal Forum

The Glocal Forum es una organización internacional en el ámbito de la cooperación ciudad a ciudad, en fomentar la paz y el desarrollo internacional en el sector no gubernamental. Se hace hincapié en el papel central de las ciudades en las relaciones internacionales y se adhiere a una glocalización de la visión.

## Propósito
El Glocal Forum fue creado en 2001 para enfatizar el papel de las autoridades locales en el sistema de gobernanza mundial. El Glocal Forum se centra en el empoderamiento de las comunidades locales mediante su vinculación entre sí y con los recursos globales, con el fin de lograr una mejora social, el crecimiento democrático, la paz y el equilibrio entre las oportunidades globales y las realidades locales.

## Objetivos estratégicos
Existen siete objetivos de esta institución:
1. Destacar el papel central de la cita en las relaciones internacionales;
2. Empoderar a las comunidades locales, vincularlos entre sí y con los recursos globales;
3. Brindar oportunidades para las comunidades locales, para lograr una mejora social y el crecimiento democrático;
4. Facilitar las iniciativas de paz y el desarrollo que las comunidades socio local y los jóvenes con las organizaciones internacionales empresas y las instituciones;
5. Proporcionar oportunidades para los jóvenes ciudadanos para aumentar su participación en instituciones locales o globales y en las comunidades;
6. Reunir a los representantes locales de la juventud en una red en todo el mundo, la elaboración de políticas sostenibles para los problemas locales y globales;
7. Desarrollar actividades estratégicas para promover la responsabilidad social de las empresas, mediante la creación de asociaciones únicas entre lo público y privado.

## Proyectos

### We are the Future (FAT)
Somos el Futuro (FAT) es el programa para niños y jóvenes en las zonas de conflicto. Lanzado en 2004, el programa es el resultado de una alianza estratégica entre el Glocal Forum, el Quincy Jones Listen Up Foundation y el Sr. Hani Masri, con el apoyo de la Banco Mundial, Naciones Unidas, agencias y grandes empresas. El programa es implementado y administrado por los municipios participantes del WAF, bajo la dirección de la oficina del alcalde, y el Glocal Forum sirve como el planificador de recaudación de fondos y programas y coordinadora del centro infantil FAT en cada ciudad. Cada ciudad WAF está vinculada a varias ciudades de pares y socios públicos y privados para crear una coalición internacional única.
El programa FAT está presente en seis ciudades piloto: Addis Abeba, Etiopía, Asmara, Eritrea, Freetown, Sierra Leona, Kabul, Afganistán, Kigali, Ruanda y Nablús, Palestina y otras ciudades se espera que se unan en los próximos años. El programa se centra en cinco áreas esenciales para la rehabilitación: Salud, Nutrición, Arte, Deportes y Información y Comunicaciones Tecnológicas (TIC). El programa tiene como objetivo ayudar a los jóvenes y los niños a mejorar sus vidas y sus comunidades después de los conflictos de forma progresiva restablecer paz. Ciudades socias que apoyan el programa incluyen (entre otros): Baltimore, Barcelona, Ginebra, Reggio Emilia, Rishon LeZion, Roma, San Francisco, Washington D. C..

### Glocal Youth Parliament (GYP)
Los jóvenes desempeñan un papel esencial en el crecimiento del bienestar y la continuación de las ciudades, y glocal el Glocal Forum de la Juventud del Parlamento (GYP) tiene por objeto garantizar que se encuentren involucrados en las decisiones que les afectan. Establecido por el Glocal Forum y el Instituto del Banco Mundial en 2002, el GYP faculta a los jóvenes a utilizar su energía, visión y creatividad para mejorar la calidad de vida en las zonas urbanas de todo el mundo. Se anima a los jóvenes a presentar soluciones innovadoras para las comunidades locales y los gobiernos, y actuar como catalizadores para el desarrollo y consolidación de la paz.
El GYP es una creciente red de 140 jóvenes de 70 ciudades de todo el mundo. Tiene un núcleo
la pertenencia a dos delegados de cada ciudad, una hembra y un macho. Se les asocia con los gobiernos locales y organizaciones internacionales Instituciones, y las Empresas del sector privado. Los delegados, socios y otros pequeños ciudadanos se reúnen anualmente para desarrollar planes de acción y promover campañas temáticas.

### BRIDGES: building real intercultural dialogue through glocal encounter
A la luz de la Progresividad de la tensión entre las culturas y civilizaciones, el Glocal Forum está desarrollando un paquete de medidas para promover la comprensión intercultural y la armonía, firmado Ankara Declaración acordada por los delegados en la 2006 Conferencia Anual Glocalización y basado en acercarse a la ciudad. El programa BRIDGES tiene como objetivo realizar una variedad de herramientas para promover las oportunidades creativas y eficaces para la convivencia intercultural e interreligiosa el diálogo dentro y entre las ciudades con un enfoque en la promoción del diálogo y la cooperación entre civilización occidental y la islámica
- Datos: Q1132473